# Tetranychus piercei
Tetranychus piercei är en spindeldjursart som beskrevs av McGregor 1950. Tetranychus piercei ingår i släktet Tetranychus och familjen Tetranychidae. Inga underarter finns listade i Catalogue of Life.